# Miriam Welte
Miriam Welte (født 9. december 1986) er en tysk tidligere cykelrytter, som særligt gjorde sig bemærket inden for banecykling. 
Som U/23-rytter lavede hun gode resultater og blev blandt andet europamester i 500 m på tid i 2006 og i sprint og keirin i 2008. Hendes første store seniorsejr kom, da hun var med til at vinde VM-guld i holdsprint i 2012.
Hun repræsenterede Tyskland ved OL 2012 i London, hvor hun stillede op i holdsprint sammen med Kristina Vogel, som også var hendes makker ved VM tidligere på året, hvor de i øvrigt to gange forbedrede verdensrekorden. De var derfor blandt favoritterne i disciplinen og blev nummer tre i kvalifikationsrunden, selvom de tabte til kineserne Gong Jinjie og Guo Shuang, der forbedrede verdensrekorden i deres møde. I første runde besejrede de det franske hold og satte igen tredjebedste tid, hvilket egentlig kvalificerede dem til kampen om bronzemedaljerne. Men det britiske hold med en bedre tid blev diskvalificeret, hvorpå tyskerne gik i finalen og her igen kom op mod Gong og Guo. Kineserne var nok engang hurtigst i finalen, men også de blev efterfølgende diskvalificeret og måtte nøjes med sølv, mens Vogel og Welte fik guldmedaljerne.
Vogel og Welte genvandt VM i holdsprint i både 2013 og 2014, og i 2014 vandt Welte vandt desuden VM i 500 m på tid. Inden EM i 2014 var Welte kommet til skade, da hun var blevet forbrændt på sin ene fod, hvilket handicappede hende en del under mesterskaberne. Hun bed smerterne i sig, så hun og Vogel trods alt vandt sølv ved den lejlighed.
Welte deltog igen ved OL 2016, hvor hun stillede op i tre discipliner. Først skulle hun sammen med Vogel søge at forsvare deres guldmedaljer i holdsprint fra legene fire år tidligere. De kvalificerede sig til første runde i tredjebedste tid, og i første runde satte de igen tredjebedste tid og kvalificerede sig dermed til kampen om bronze. Gong Jinjie og hendes ny makker Zhong Tianshi vandt guld foran russerne Darja Sjmeleva og Anastasija Vojnova, mens Vogel og Welte sikrede sig bronzen mod det australske par. Derefter stillede hun op i keirin, men blev blot nummer 25, mens hun i individuelt sprint blev nummer 11.
I 2017 vandt hun EM i 500 m på tid, og i 2018 vandt hun igen VM i holdsprint samt i 500 m på tid. Efter et par sæsoner med lidt mindre prangende resultater valgte hun overraskende at indstille sin karriere i efteråret 2019.